# Xandro Schenk
Xandro Schenk (Almere, 28 april 1993) is een Nederlands voetballer die doorgaans als centrale verdediger of linksback speelt. 

## Clubcarrière

### Jeugd
Schenk speelde in de jeugd van Almere City FC en vanaf 2001 in die van Ajax.

### Verhuur aan Go Ahead Eagles
In januari 2013 werd Schenk door Ajax voor de rest van het seizoen verhuurd aan Go Ahead Eagles om ervaring op te doen in het betaald voetbal. Op 1 februari 2013 maakte Schenk zijn debuut voor Go Ahead Eagles, in een thuiswedstrijd tegen FC Den Bosch (1-0 verlies). Voor Go Ahead Eagles speelde Schenk in totaal vijftien wedstrijden in het competitieseizoen 2012/13, waarin hij niet wist te scoren. Met de club eindigde hij op de zesde plaats, wat deelname aan de play-offs om promotie/degradatie betekende. In de eerste ronde van de play-off was Go Ahead Eagles in twee wedstrijden te sterk voor FC Dordrecht. In de tweede ronde maakte Schenk zijn eerst officiële doelpunt in het betaald voetbal in de thuiswedstrijd tegen VVV-Venlo, die met 1-0 gewonnen werd. Ook de return werd gewonnen. Doordat Go Ahead Eagles ook de derde ronde tegen FC Volendam wist te winnen, kwam de club in het seizoen 2013/14 voor het eerst sinds zeventien jaar weer uit op het hoogste niveau. Schenk speelde mee in alle zes de play-offwedstrijden.

### Definitieve overgang naar Go Ahead Eagles
Op 14 juni 2013 meldde Go Ahead Eagles op de clubwebsite dat Schenk na zijn huurperiode definitief werd overgenomen van Ajax. Hij tekende een tweejarig contract. Dit verlengde hij in juni 2015 tot medio 2017 en in juni 2016 tot medio 2018. Tijdens zijn periode bij deze club promoveerde Go Ahead Eagles tweemaal en degradeerde de club tweemaal. In totaal speelde Schenk 189 wedstrijden voor de Deventer club.

### FC Twente
Na afloop van zijn contract bij Go Ahead Eagles leek Schenk de overstap naar Sparta Rotterdam te maken. Bij de gedegradeerde Kasteelclub had hij een mondeling akkoord voor een contract tot medio 2020. Hoewel hij al gepresenteerd was, gaf hij enkele dagen later te kennen niet naar Sparta Rotterdam te willen komen. Enkele weken later tekende hij bij FC Twente. In seizoen 2018/19, zijn eerste seizoen bij Twente, speelde hij in de Keuken Kampioen Divisie en zette trainer Marino Pusic hem meestal op de bank. Door de promotie naar de Eredivisie en de aanstelling van trainer Gonzalo Garcia Garcia, verbeterde het perspectief van Schenk in het seizoen 2019/20 en kwam hij meer in actie. Bij afwezigheid van aanvoerder Wout Brama en reserve-aanvoerder Peet Bijen was Schenk halverwege het seizoen verschillende keren aanvoerder. Na een uit-nederlaag tegen FC Emmen in februari 2020, raakte hij echter zijn basisplaats kwijt.
In het begin van het seizoen 2020-2021 kende Schenk een zeer sterke start. Met nog alle wedstrijden te hebben gespeeld werd 5 dagen voor het sluiten van de transferwindow een transfer naar het midden-oosten beklonken.

### Al-Batin FC en Vendsyssel FF
In oktober 2020 maakte Schenk de overstap naar Al-Batin FC dat uitkomt op het hoogste niveau in Saoedi-Arabië. Schenk tekende voor twee seizoenen. In de zomer van 2021 werd zijn contract ontbonden, nadat hij aangaf zijn in Nederland achtergebleven gezin te missen. Hij sloot zich vervolgens aan bij Vendsyssel FF in de Deense 1. division.

## Clubstatistieken
| Seizoen         | Club              | Competitie         | Competitie | Competitie | Beker | Beker | Internationaal | Internationaal | Overig | Overig | Totaal | Totaal |
| Seizoen         | Club              | Competitie         | Wed.       | Dlp.       | Wed.  | Dlp.  | Wed.           | Dlp.           | Wed.   | Dlp.   | Wed.   | Dlp.   |
| --------------- | ----------------- | ------------------ | ---------- | ---------- | ----- | ----- | -------------- | -------------- | ------ | ------ | ------ | ------ |
| 2011/12         | Ajax              | Eredivisie         | 0          | 0          | 0     | 0     | 0              | 0              | 0      | 0      | 0      | 0      |
| 2012/13         | → Go Ahead Eagles | Eerste divisie     | 15         | 0          | 0     | 0     | 0              | 0              | 6      | 1      | 21     | 1      |
| 2013/14         | Go Ahead Eagles   | Eredivisie         | 30         | 3          | 2     | 0     | 0              | 0              | 0      | 0      | 32     | 3      |
| 2014/15         | Go Ahead Eagles   | Eredivisie         | 26         | 0          | 1     | 0     | 0              | 0              | 0      | 0      | 27     | 0      |
| 2015/16         | Go Ahead Eagles   | Eerste divisie     | 26         | 3          | 1     | 0     | 0              | 0              | 0      | 0      | 27     | 3      |
| 2016/17         | Go Ahead Eagles   | Eredivisie         | 32         | 0          | 2     | 1     | 0              | 0              | 0      | 0      | 34     | 1      |
| 2017/18         | Go Ahead Eagles   | Eerste divisie     | 30         | 3          | 2     | 0     | 0              | 0              | 0      | 0      | 32     | 3      |
| 2018/19         | FC Twente         | Eerste divisie     | 11         | 1          | 2     | 1     | 0              | 0              | 0      | 0      | 13     | 2      |
| 2019/20         | FC Twente         | Eredivisie         | 22         | 0          | 1     | 0     | 0              | 0              | 0      | 0      | 23     | 0      |
| 2020/21         | FC Twente         | Eredivisie         | 3          | 0          | 0     | 0     | 0              | 0              | 0      | 0      | 3      | 0      |
| 2020/21         | Al-Batin FC       | Saudi Prof. League | 25         | 0          | 1     | 0     | 0              | 0              | 0      | 0      | 26     | 0      |
| 2021/22         | Vendsyssel FF     | 1. division        | 18         | 0          | 1     | 1     | 0              | 0              | 7      | 0      | 26     | 1      |
| 2022/23         | De Graafschap     | Eerste divisie     | 11         | 0          | 2     | 0     | 0              | 0              | 0      | 0      | 13     | 0      |
| Carrière totaal | Carrière totaal   | Carrière totaal    | 249        | 10         | 15    | 3     | 0              | 0              | 13     | 1      | 277    | 14     |

Bijgewerkt t/m 23 januari 2023.

## Erelijst
| Eerste divisie | 1 | 2018/19 |